# Esmalte ectópico
Esmalte ectópico refere-se à presença de esmalte em locais incomuns, principalmente a raiz dentária.